# Marcel Boussac
Marcel Boussac (17 de abril de 1889 – 21 de marzo de 1980) fue un importante empresario francés conocido por ser dueño de la casa de alta costura Christian Dior, S.A. y también por haber sido uno de los propietarios y criadores de caballos de carreras más exitosos en Europa en el siglo XXI
Nacidon Châteauroux, Indre, Francia, Boussac hizo fortuna en la industria textil. En 1911 compró el Château de Mivoisin, propiedad de 36 kilómetros cuadrados a hora y media de París, en Dammarie-sur-Loing, Loiret.
En 1941, Boussac fue nombrado miembro del Consejo Nacional de Vichy.
En 1946, financió la nueva casa de moda parisina de Christian Dior, que se convirtió en una de las marcas de ropa y perfumes más famosas del mundo. En 1951, Boussac se expandió al negocio de los periódicos con la adquisición de L'Aurore.
Marcel Boussac, un jinete apasionado, adquirió el Haras de Fresnay-le-Buffard yeguada para la cría de caballos de carreras situada en Neuvy-au-Houlme en la Baja Normandía, asó como el Haras de Jardy, en Marnes-la-Coquette. Como parte de su operación de cría, Boussac compró y vendió caballos en toda Europa y Estados Unidos. Compró a Whirlaway, ganador de la Triple Corona estadounidense, y vendió la yegua La Troienne a la yeguada Idle Hour Stock Farm, de Edward R. Bradley, en Kentucky, que se convertiría en una de las yeguas más influyentes importadas a los EE. UU. en el siglo XX.
Los caballos de Boussac, que lucían la característica gorra gris y chaquetilla naranja, dominaron las carreras de caballos francesas desde la década de 1930 hasta la de 1960. En Francia, como propietario ganó la Estadística de Propietarios en 14 ocasiones, y como criador ganó la Estadística de Criadores hasta en 17 ocasiones. Además, ganó 6 veces la carrera más importante de Francia, el Prix de l'Arc de Triomphe. También ganó el Derby de Epsom, el Oaks de Epsom, las 2000 Guineas, el St. Leger Stakes y la Ascot Gold Cup, entre otras carreras de Grupo 1 en el Reino Unido.

Marcel Boussac's signature colours : Orange, grey cap

Con la caída de Francia en la Segunda Guerra Mundial, Boussac pagó a un oficial de la Real Fuerza Aérea Británica, en un asunto secreto, para que lo llevara en avión desde París al Reino Unido. Esto supuso que el oficial Sidney Cotton fuera destituido de su puesto. Durante la ocupación alemana de Francia en la Segunda Guerra Mundial, los nazis se apoderaron de algunos de los mejores caballos de carreras del país. Enviaron más de seiscientos de ellos fuera del país, algunos a Hungría, pero la mayoría de regreso a Alemania para competir o para criarlos en el German National Stud. Entre ellos estaba el campeón Pharis, propiedad de Boussac.
Estuvo casado muchos años con la cantante de ópera Fanny Heldy. Ambos están enterrados en el cementerio de Montmartre, en París.
A su muerte en 1980, el patrimonio de Boussac fue liquidado y L'Aurore fue vendido a Robert Hersant, quien lo fusionó con su periódico Le Figaro. Su yeguada, el Haras de Fresnay-le-Buffard, fue vendido a Stavros Niarchos. El Aga Khan IV, para entonces, ya había comprado a Boussac la mayor parte de sus yeguas de cría, en 1978, cuando las empresas de Boussac fueron declaradas en quiebra.
En su honor, cada año se disputa el Prix Marcel Boussac - Critérium des Pouliches, una carrera de Grupo 1, en el Hipódromo de Longchamp.